# Арсенал (Венеция)
Венецианский Арсена́л (итал. Arsenale di Venezia, от араб. дар ас-синаа — мастерская) — комплексное предприятие для постройки и оснащения боевых кораблей, включающее кузницы, судоверфи, оружейные склады и различные мастерские, основанное в Венеции в 1104 году, для оснащения боевых кораблей, требовавшихся для крестовых походов, в которых участвовала Венецианская республика.
У Арсенала было два входа: для рабочих по суше и морские ворота для судов. На территории Арсенала располагались склады пеньки, строительного леса и оружия, а также крытые судоверфи, на которых одновременно сооружались до 20 галер длиной до 40 метров.
Расширение театра боевых действий Венеции и войны с Генуей привели к постройке в 1326 году второго, нового Арсенала (итал. Arsenale Nuovo), в отличие от старого Арсенала (итал. Arsenale Vecchio), рассчитанного на строительство до 80 галер. Арсенал получил монополию на строительство судов для городской Коммуны и являлся крупнейшим промышленным предприятием средневековой Европы. Во время войны с Турцией в Арсенале начали отливать пушки, изготавливать порох, а также паруса и такелаж.
После поражения от турок у Неграпонте в 1473 году был заложен третий, новейший Арсенал (итал. Arsenale Nuovissimo), который строился до 1570 года. Новейший Арсенал позволял строить большие суда до 50 метров в длину.
Венецианский Арсенал снабжал материалами два подведомственных ему арсенала, на Крите и в Корфу, и производил суда не только для Венеции, но и на заказ. Работники Арсенала получали меньше, чем в частном секторе, а с 1425 года конопатчики Арсенала не имели права работать на частных судоверфях. Однако в XV веке в Арсенал допустили сторонних судостроителей и конопатчиков, не лишая их права работать в других местах.
Между 1692 и 1694 годами архитектор Алессандро Треминьон оформил эффектный портал Арсенала: «Порта Магна». 
Ныне в бывших корпусах зернохранилища и вёсельной мастерской Арсенала расположен Военно-морской исторический музей.

В 14 веке Данте Алигьери посвятил венецианскому Арсеналу 21-ю песнь «Ада»:

И как в венецианском арсенале

Кипит зимой тягучая смола,

Чтоб мазать струги, те, что обветшали,

И все справляют зимние дела:

Тот ладит вёсла, этот забивает

Щель в кузове, которая текла;

Кто чинит нос, а кто корму клепает;

Кто трудится, чтоб сделать новый струг;

Кто снасти вьёт, кто паруса латает…